# Nabbasjön
För andra betydelser, se Nabbasjön (olika betydelser).
Nabbasjön är en sjö i Bollebygds kommun i Västergötland och ingår i Göta älvs huvudavrinningsområde. Sjön har en area på 0,0944 kvadratkilometer och ligger 158,4 meter över havet. Sjön avvattnas av vattendraget Laxån.

## Delavrinningsområde
Nabbasjön ingår i det delavrinningsområde (641594-131220) som SMHI kallar för Inloppet i Ören. Medelhöjden är 190 meter över havet och ytan är 9,35 kvadratkilometer. Räknas de 3 avrinningsområdena uppströms in blir den ackumulerade arean 26,14 kvadratkilometer. Laxån som avvattnar avrinningsområdet har biflödesordning 3, vilket innebär att vattnet flödar genom totalt 3 vattendrag innan det når havet efter 57 kilometer. Avrinningsområdet består mestadels av skog (81 %). Avrinningsområdet har 0,09 kvadratkilometer vattenytor vilket ger det en sjöprocent på 1 %.